# Cartoixa de Montalegre
La Cartoixa de Montalegre és un monestir de l'Orde de la Cartoixa (també anomenat orde de Sant Bru) situat al terme municipal de Tiana, amb orígens el 1415. És l'única cartoixa catalana que encara conserva una comunitat de monjos. És una obra protegida com a bé cultural d'interès local.
Els cartoixans de Vallparadís (Terrassa) s'establiren el 1415 a l'antic priorat femení de Montalegre, mentre construïen al seu peu un monestir. Els cartoixans de Sant Pol (Maresme) s'hi reuniren el 1434, any en què es començà a construir el monestir actual, que tingué la seva màxima esplendor als segles XVII i xviii. El 1441 adquirí el domini sobre Tiana. La desamortització feu que s'abandonés definitivament el 1835. El 1901 s'hi instal·là una comunitat de cartoixans francesa, després d'adquirir totes les terres. Després de la Guerra Civil s'hi establí una comunitat de monjos catalana.

## Història

### Edat mitjana
L'any 1247 ja hi ha notícies de l'existència en aquest indret del convent femení de Montalegre, construït per acollir una petita comunitat femenina de monges agustines. El convent s'edifica en un solar donat pels senyors feudals de la família Campsentelles. El dia 31 de juliol de 1250, el bisbe de Barcelona puja a Montalegre i beneeix la capella del convent de Montalegre. El 1286 el monestir va rebre una donació generosa gràcies a Ramon de Sentmenat, senyor de Campsentelles, i de la seua muller. Tot i així, l'any 1362, a causa de la soledat i aïllament del lloc on es trobava el convent, la comunitat decidí traslladar-se a Barcelona, a l'indret on actualment hi ha l'església de Santa Maria de Montalegre de la Casa de la Caritat de Barcelona.
El 1399, s'hi instal·la un grup d'ermitans, entre ells Arnau de Torrevella. El conjunt monàstic va passar per diversos compradors fins que l'any 1409 el va adquirir l'Hospital de la Santa Creu de Barcelona. L'any 1415 la necessitat de diners de l'Hospital, el va fer vendre el monestir. Fou adquirit pel prior de Vallparadís, el qual necessitava un recinte major per a la seva comunitat. El mateix any s'iniciaren les obres de la nova cartoixa. Posteriorment, el 1434 se'ls va unir una petita comunitat de monjos procedents del monestir de Sant Pol. Les obres finalitzaren l'any 1463. Les obres foren dirigides per Joan de Nea, monjo de Portaceli, procurador i ecònom de Montalegre entre 1423 i 1459.

### Edat moderna i contemporània
El segle xix fou un segle de desgràcies per a la cartoixa, entre 1808 i 1814, la comunitat va haver d'abandonar el monestir degut a la guerra del Francès. Més tard, entre els anys 1820 i 1824, la inestabilitat del país, i el Trienni liberal, van ocasionar una nova fugida. Finalment, el 1835, la desamortització de Mendizábal suposà l'exclaustració definitiva, la confiscació dels seus béns, i el saqueig i posterior incendi de la cartoixa.
L'any 1867 s'iniciaren les gestions per part del gran procurador de la Grande Chartreuse per a la recompra de Montalegre. Aquestes gestions, però, es paralitzaren el 1868 pel destronament d'Isabel II. Durant el període en què els monjos no habitaren la cartoixa, el monestir va servir com a caserna militar primer i després s'utilitzà com a hospital.
El 1901 s'instal·là una nova comunitat de monjos procedent de França, formada per 29 pares i 23 germans. Durant els fets de la Setmana Tràgica de 1909, s'hi va instal·lar una dotació de la Guàrdia Civil amb la funció de protegir la comunitat dels possibles atacs. La dotació va romandre-hi fins a l'any 1915, instal·lada en el que avui dia es coneix com "la casa de les monges".
La Guerra Civil va afectar novament a la comunitat, els 21 pares i els 16 germans es dispersaren, morint sis d'ells assassinats durant els primers dies. L'Ajuntament de Badalona hi instal·là un hospital per a tuberculosos que va estar en funcionament fins a desembre de 1938, quan el govern central a Barcelona va instal·lar un hospital d'invàlids de guerra, que funcionar durant poc menys d'un mes.
En 1939 els monjos van tornar a la cartoixa, en la qual s'instal·là el seminari menor de la diòcesi. Aquest seminari va tancar el 1998 per la seva inviabilitat econòmica. L'edifici que ocupava el seminari (la Conreria) se cedí a la Fundació Pere Tarrés i actualment funciona com a casa de colònies.

## Edifici

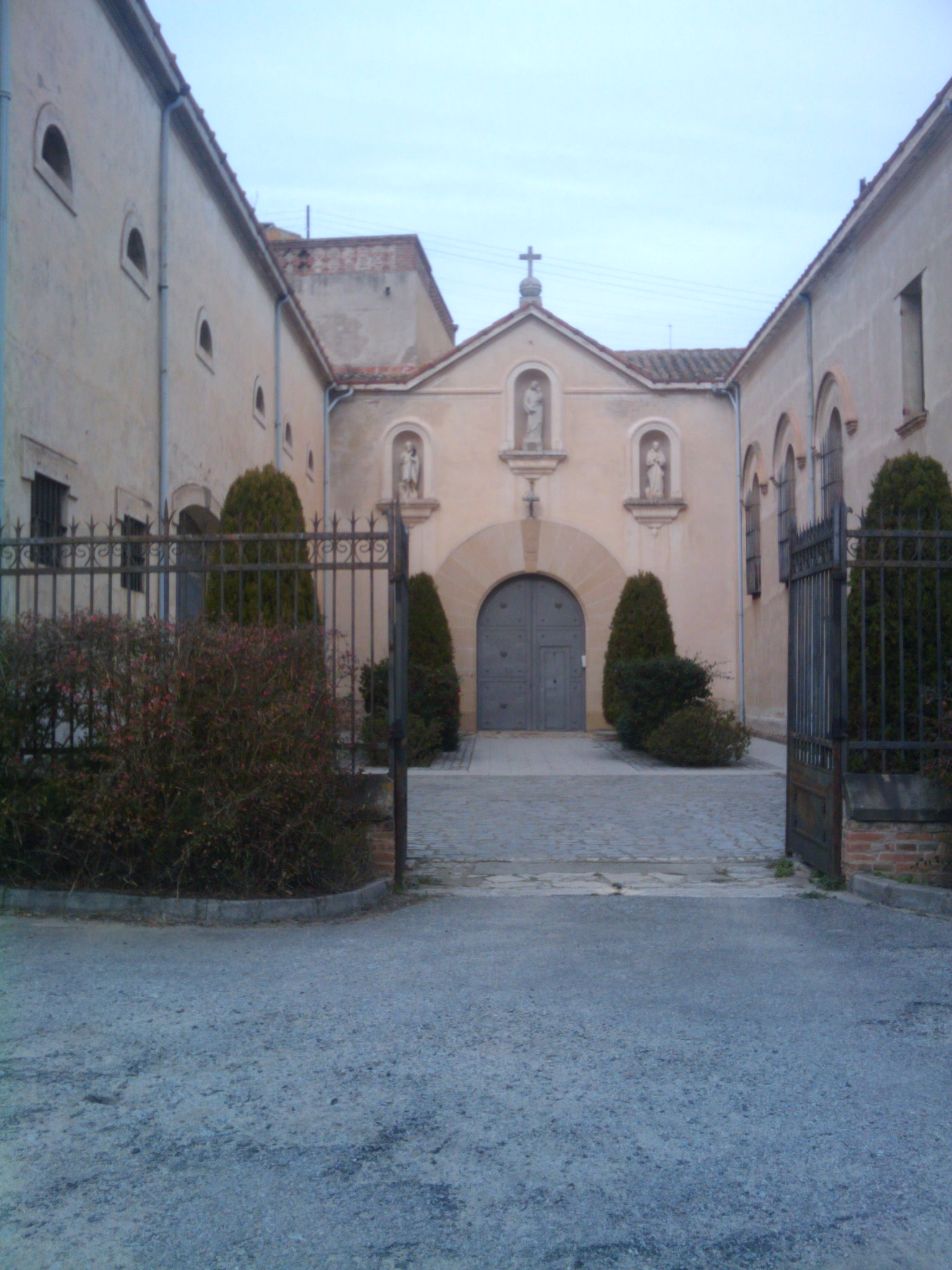
Entrada

És un conjunt d'edificis religiosos dividit en tres sectors. El primer està habitat per conversos, amb porteria, fusteria i al tres dependències. El segon té dependències comunes, com l'església, bastida el 1415-63, gòtica, amb un portal afegit el 1625, el menjador, la sala capitular i les capelles entorn un petit claustre. El tercer sector és el destinat a la vida eremítica, està format per dos grans claustres amb 30 cel·les al voltant. El primer sector fou acabat el 1448, amb la cel·la prioral i 16 cel·les per als monjos, i el segon fou construït unit al primer, el 1636, amb 13 noves cel·les.

### Església
L'església és un edifici religiós format per una sola nau alta i esvelta, de 35,40 m de llarg per 8,4 m d'amplada. No presenta capelles laterals, com mana la norma dels cartoixans. La nau està coberta amb tres voltes de creueria ogivals i el presbiteri amb una volta d'arestes que conflueixen en una clau, Dos fragments de mur i una reixa separen el cor dels cartoixans i el dels aliens a l'orde. A l'esquerra de l'absis hi ha la sagristia i, al fos del presbiteri s'obre el Sagrari. La porta principal del temple és d'estil gòtic, molt ben treballada, amb arquivoltes molt fines i dos pinacles adossats al mur que la flanquegen.

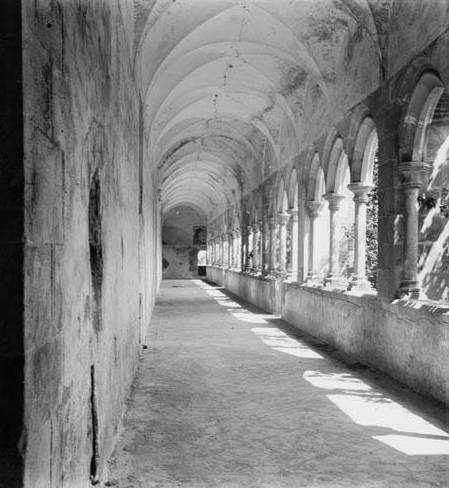
El claustre de la cartoixa (1900)

### Claustres
La cartoixa consta de tres claustres, el més antic és el més petit i es comunica directament a l'església, és quadrat, de 17,5 m de costat, amb sis arquets a cadascun d'ells, suportats per columnes cilíndriques, amb basa i capitell octogonals, sense escultura. Els arcs estan agrupats de tres en tres sota un arc exterior. Les voltes són ogivals amb arestes vives. El claustre central mesura 53,7 m de costat i l'últim fa 53,7 m x 46,5 m. Ambdós presenten columnes i voltes similars a l'anterior. Estan envoltats de cel·les individuals, que encara que molt senzilles presenten una petita sala amb xemeneies, una alcova, menjador, lavabo i jardí. Es combina la pedra dels elements arquitectònics amb el maó dels murs. Entre els dos claustres hi ha una torre de defensa medieval, restaurada, procedent de la primitiva construcció.

### Torre
Hi ha una torre de defensa de planta rodona que possiblement pertanyia a una antiga masia. Actualment forma part de les dependències de la Cartoixa de Montalegre. Modificada a la seva part superior amb uns acabats i una teulada d'èpoques més recents. Conserva la corsera i diverses espitlleres.